# Bristol (Rhode Island)
Bristol è una città degli Stati Uniti d'America, nella contea di Bristol, nello Stato del Rhode Island.
La popolazione era di 22 954 abitanti nel censimento del 2010.